# Горла Миноре
Го̀рла Мино̀ре (на италиански: Gorla Minore; на ломбардски: Gorla Minur, Горла Минур) е градче и община в Северна Италия, провинция Варезе, регион Ломбардия. Разположено е на 239 m надморска височина. Населението на общината е 8381 души (към 2017 г.).